# 제니퍼 가너
제니퍼 앤 가너(영어: Jennifer Anne Garner, 1972년 4월 17일 ~ )는 간단히 제니퍼 가너(영어: Jennifer Garner)로 잘 알려진 미국의 영화 제작자, 배우이다. 가너는 2000년 코미디 영화 《내 차 봤냐?》로 본격적으로 영화 데뷔를 하였다. 영화 《진주만》(2001)에 출연한 이후, 2001년부터 2006년까지 ABC에서 시즌 5에 걸쳐 방송된 스파이-액션 스릴러 드라마 《앨리어스》에서 CIA 요원 시드니 브리스토 역할을 맡아 주목을 받기 시작했다. 가너는 이 작품을 통해 골든 글로브상과 미국 배우 조합상 여우주연상을 수상하였고, 에미상에 후보 지명되었다.
《앨리어스》에 출연하는 동안, 가너는 영화 《캐치 미 이프 유 캔》(2002), 《완벽한 그녀에게 딱 한가지 없는 것》(2004)과 슈퍼 히어로 영화 《데어데블》(2003), 《일렉트라》(2005)에 출연하였다. 이후 그녀는 코미디 영화 《주노》(2007), 로맨스 영화 《거짓말의 발명》(2009), 《발렌타인 데이》(2010) , 판타지 코미디 영화 《티모시 그린의 이상한 삶》 (2012), 전기 드라마 《달라스 바이어스 클럽》 (2013) , 코미디 영화 《난 지구 반대편 나라로 가버릴테야》 (2014) 등에 출연하였다.
가너는 교육 운동가이자, 세이브 더 칠드런의 이사회 멤버로 긴밀하게 협력하고 있으며, 그녀는 2000년대 후반부터 단체의 대사로 활동하고 있다. 그녀는 또한, 셀러브리티 어린이들에 대한 안티-파파라치 캠페인을 지지히고 있다. 가너는 2000년 결혼한 배우 스콧 폴리와 2004년 초에 이혼하였고, 2005년 배우 겸 영화감독인 벤 애플렉과 결혼하였고, 13년만인 2018년 8월 이혼하였다. 가너는 애플렉과 사이에 바이얼릿(Violet), 세라피나(Seraphina)라는 두 딸과 새뮤얼(Samuel)이라는 아들이 있다.

## 성장 과정과 교육
가너는 텍사스주 휴스턴에서 3녀 중 둘째로 태어났다. 그녀의 어머니 "패트리샤 앤 가너"(결혼 전 성씨는 잉글리쉬)는 오클라호마주에서 영어 교사로, 아버지 윌리엄 존 "빌" 가너는 화학 엔지니어로 근무하였다. 그녀가 4살이 되던 때 그녀의 아버지의 직업 때문에 찰스턴, 웨스트 버지니아으로 거주지를 옮겼다가, 이후 프린스턴, 웨스트 버지니아로 다시 거주지를 옮겨 그녀가 대학에 다닐때까지 살았다. 가너는 잉글랜드계, 스코틀랜드-아일랜드계(북아일랜드계)와 스위스-독일계의 후손으로 알려져 있다. 가너는 어린 시절, 그녀가 받은 영감에 대한 원천을 언니 "멜리사 린 가너 와일리"라고 말하고 있다. 여동생으로 "수잔나 케이 가너 카펜터"가 있다. 가너는 그녀의 아버지에 대해 “굉장히 보수적인 분이다. 하지만 어머니는 차분하다.”라고 설명하며, 그녀는 “나는 엄격이란 말을 몹시 싫어했다. 그것을 용납할 수 없으며, 그 영향으로 인해 보수적인 가정 교육으로 화장이나 비키니를 입지 못했고, 매주 일요일에는 교회에 가야 했다.”라고 한다.
그녀는 찰스턴에 위치한 조지 워싱턴 고등학교에 다녔고, 1990년에 졸업했다. 가너는 어린 시절, 3살부터 발레 레슨을 받았지만 그녀가 전문적인 발레리아가 될것이라는 생각은 하지 않았다고 한다. 가너는 예일 대학교에서 연극을 공부할 예정이였지만 대신에 뉴욕에서 연기 일을 선택했고, 이후 가너는 데니슨 대학교에서 미술사학과 연극학을 공부하며 학사 학위를 받았다.
그랜빌, 오하이오에서는 그녀가 대학 내 여성 단체 ‘파이 베타 피(Pi Beta Phi)’에 가입하게 된 계기가 된 곳이다. 1993년 가을 무렵, 그녀는 코네티컷주에 위치한 국립극장기관의 유진 오닐 시어터 센터에서 공부하였다. 가너는 그녀가 배우가 되기를 계획하지 않았다고 말하며, “나는 의사나, (도서관) 사서가 되길 원했다 ... (연기는) 나에게 불가능했다. 하지만 이 분야에 대해 더 알게 되면서, 내가 왜 그것을 갈구하고 뭘 배워야 하는지 알게 되었다. 하지만 그녀는 연기를 더 배우고 싶다고 원했을 뿐이지, 반대로 '나는 스타가 되겠다.'라고 그렇게 생각하지는 않았다.”라고 말했다.

## 경력

### 1994-2001년: 초기 경력
1994년 가너는 애틀랜타 극장에서 연극 《한 여름밤의 꿈》과 《베니스의 상인》으로 셰익스피어 작품을 기반으로 한 연극에 연달아 출연했고, 1995년에는 뉴욕의 극장으로 이동해 일주일에 150 달러를 받으며 연극 《시골에서의 한달》의 대역 배우로 활동하기도 했다.
가너는 다니엘 스틸의 소설을 기반으로 만들어진 텔레비전 영화 《다니엘 스틸의 조야》으로 그녀의 첫번째 텔레비전 역할에 캐스팅 되었다. 1990년대 후반, 그녀는 각 에피소드의 중요한 역할로 《스핀 시티》, 《로우 앤 오더》에 출연했고, 텔레비전 시리즈 《시그니피컨트 아더스》, 《타임 오프 유어 라이프》에 출연했다. 2000년 가너는 그녀의 장편 영화 데뷔작인 《내 차 봤냐?》에서 애쉬튼 커쳐의 여자친구 역할로 출연했다. 그녀는 영화 《진주만》(2001)에서 간호사 역할로 출연했으며, 이 작품으로 전 남편인 벤 애플렉과 공연하기도 했다.

### 2001-2005: 텔레비전의 성공과 영화배우로서 도약

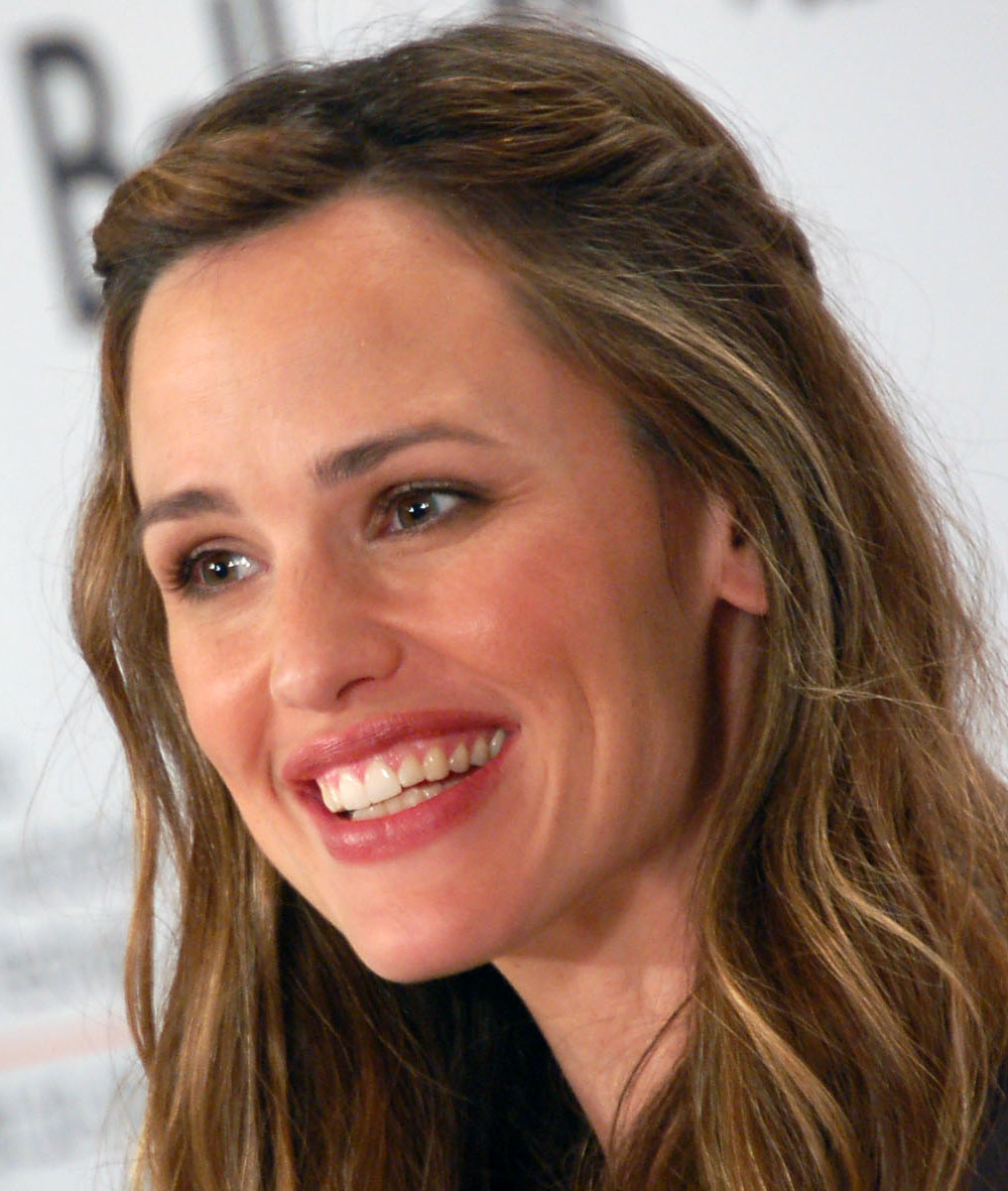
2009년 영화 《거짓말의 발견》 시사회에서 제니퍼 가너.

가너는 2001년, 《펠리시티》로 인연을 맺었던 J.J. 에이브럼스가 연출하는 그의 새로운 스파이 드라마 《앨리어스》에 스파이 요원 시드니 브리스토 역할을 연기했다. 이 작품에 캐스팅 되기 위해 한달동안 태권도, 무술, 체조 등을 배우고 트레이닝을 소화하며 오디션을 준비했다. 《앨리어스》는 첫 시즌 방송과 동시에 큰 인기를 끌었고, 그녀의 연기 또한 호평을 받아 2002년 골든 글로브상에서 드라마 시리즈 부문 여우주연상을 수상했다. 또한 가너의 개런티는 첫 시즌 당시 에피소드당 4만 달러에서 마지막 시즌에서의 개런티는 15만 달러로 대폭 상승되었다. 가너는 골든 글로브상 후보 지명 뿐만 아니라 에미상 드라마 여우주연상에 네 차례 후보 지명되었고, 2005년 미국 배우 조합상 드라마 시리즈 부문 여우주연상을 수상했다. 《앨리어스》는 2006년 5월, 5시즌을 마지막으로 종영되었고, 당시 그녀가 첫 아이를 임신하고 있던 영향으로 스토리가 변경되어 가너는 극중에서도 임신부로 출연하기도 했다. 가너는 또한 《피플》에서 선정한 "2001년 가장 주목할만한 스타", "2002년 가장 아름다운 50인 인물" 중 한 명으로 뽑혔고, 《맥심 맨즈》 "2001년 가장 섹시한 여성" 1위와 《맥심》 "2002년 핫 100인" 1위에 선정되었다.
《앨리어스》의 성공 이후, 가너는 2002년 스티븐 스필버그 감독의 러브콜을 받아 영화 《캐치 미 이프 유 캔》에서 디카프리오를 유혹하는 역할로 카메오 출연했다. 그녀는 마블 히어로물 만화를 기반으로 한 액션 영화 《데어데블》(2003)에서 벤 애플렉과 연인으로 호흡을 맞춘 엘렉트라 나치오스 역할로 출연했으며, 이 작품은 다소 찬반이 갈리는 평가를 받았지만 상업적으로는 성공했다.
가너는 그녀의 첫 주연 영화 《완벽한 그녀에게 딱 한가지 없는 것》에서 제나 링크 역할을 연기해 호평을 받았으며 상업적으로도 성공을 거뒀다. 이후 그녀는 2005년 《데어데블》(2003)의 스핀오프 영화 《엘렉트라》에 출연했지만, 흥행 참패와 더불어 평단으로부터 혹평을 받았다.

### 2006년-현재
가너는 영화 《캐치 앤 릴리즈》(2006), 《킹덤》(2007)에서 제이미 폭스, 제이슨 베이트먼과 호흡을 맞췄다. 그녀는 제이슨 베이트먼과 2007년 코미디 드라마 영화 《주노》에서 다시 한번 공연했고, 이 작품은 흥행과 작품성에서도 큰 호평을 받았다.
가너는 2007년 11월 1일, 뉴욕 리차드 로저극장에서 공연한 연극《시라노 드 벨주락》에서 케빈 클라인과 호흡을 맞췄고, 브로드웨이에 첫 데뷔했다. 공연은 당초 2007년 12월 23일까지 예정이였지만, 2008년 1월 6일까지 연장되었다.

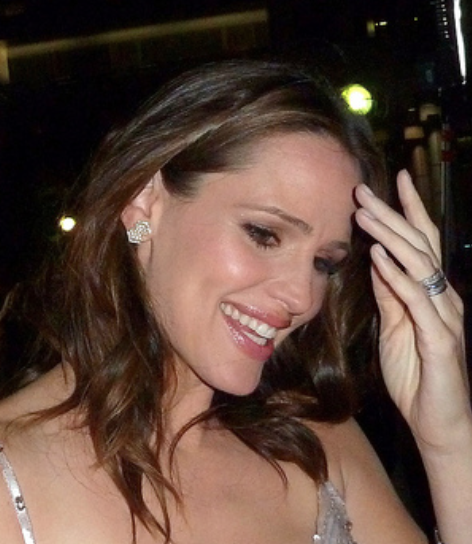
2011년 영화 《버터》 시사회에서 제니퍼 가너.

그녀는 2009년 로맨틱 코미디 영화 《고스트 오브 걸프렌즈 패스트》에서 매튜 맥커니히와 공연했고, 릭키 제바이스가 감독, 주연을 맡은 로맨틱 코미디 영화 《거짓말의 발명》에 출연했다.
2010년, 가너는 게리 마샬이 감독한 로맨틱 코미디 영화 《발렌타인 데이》에서 애쉬튼 커쳐, 제시카 알바, 제시카 비엘, 앤 해서웨이, 줄리아 로버츠, 브래들리 쿠퍼, 패트릭 뎀시 등과 공연하였고, 이 영화는 상업적으로 성공을 거뒀다. 그녀는 1981년 동명의 작품을 리메이크한 영화 《아서》(2011년)에 출연했다.
같은 해, 가너는 영화 예술 과학 아카데미에 초대되었다. 다음 해, 그녀는 영화 《티모시 그린의 이상한 삶》에 신디 그린 역할로 출연했으며, 2012년 10월, 가너는 그녀가 제작을 맡은 영화 《버터 러버》에 출연했다.
가너는 2013년 전기 드라마 영화 《댈러스 바이어스 클럽》으로 매튜 맥커니히와 재공연하였고, 이 작품은 평단의 호평을 받으며 작품성을 인정 받았다.
2013년 4월 24일, 뉴욕과 오하이오주 클리블랜드에서 영화 《드래프트 데이》의 촬영을 시작해 2014년 4월에 미국에서 개봉되었고, 이 작품에서 케빈 코스트너와 공연했다. 가너는 동명의 인기 아동책을 각색한 2014년 디즈니 영화 《난 지구 반대편 나라로 가버릴테야》에서 스티브 카렐과 호흡을 맞췄다. 2015년, 가너는 코미디 영화 《대니 콜린스》에서 알 파치노, 아네트 베닝, 바비 카나베일, 마이클 케인과 함께 공연했다.
2014년, 가너는 영화 산업의 모든 측면에 걸쳐 연기를 포함, 연출 및 제작, 영화에서 뛰어난 업적을 인정 받아 엘르 매거진에서 주최한 더 우먼 인 할리우드 어워드에 선정되었다.

## 기타 사업

### 제작사
2005년, 가너는 제작사 벤댈리아 필름스를 설립하였다. 그녀는 첫 작품으로 영화 《버터》를 제작했다.

### 모델 및 대사
2007년, 가너는 스킨 케어 브랜드 뉴트로지나의 대사로 임명되었다. 2013년, 가너는 막스 마라의 뮤즈로 발탁되었다. 그해 9월부터, 《보그》, 《하퍼스 바자》, 《엘르》, 《W》, 《인스타일》, 《뉴욕 타임즈》와 《인터내셔널 헤럴드 트리뷴》의 실린 캠페인에 등장하였다.
가너는 2012년 설립 된 푸드 기업 루보(Luvo)의 뮤즈로 발탁되었다. 2014년 그녀는 미국의 은행지주회사 캐피탈 원의 TV 광고에 출연했다.

## 자선 및 기타 활동

### 유아 교육

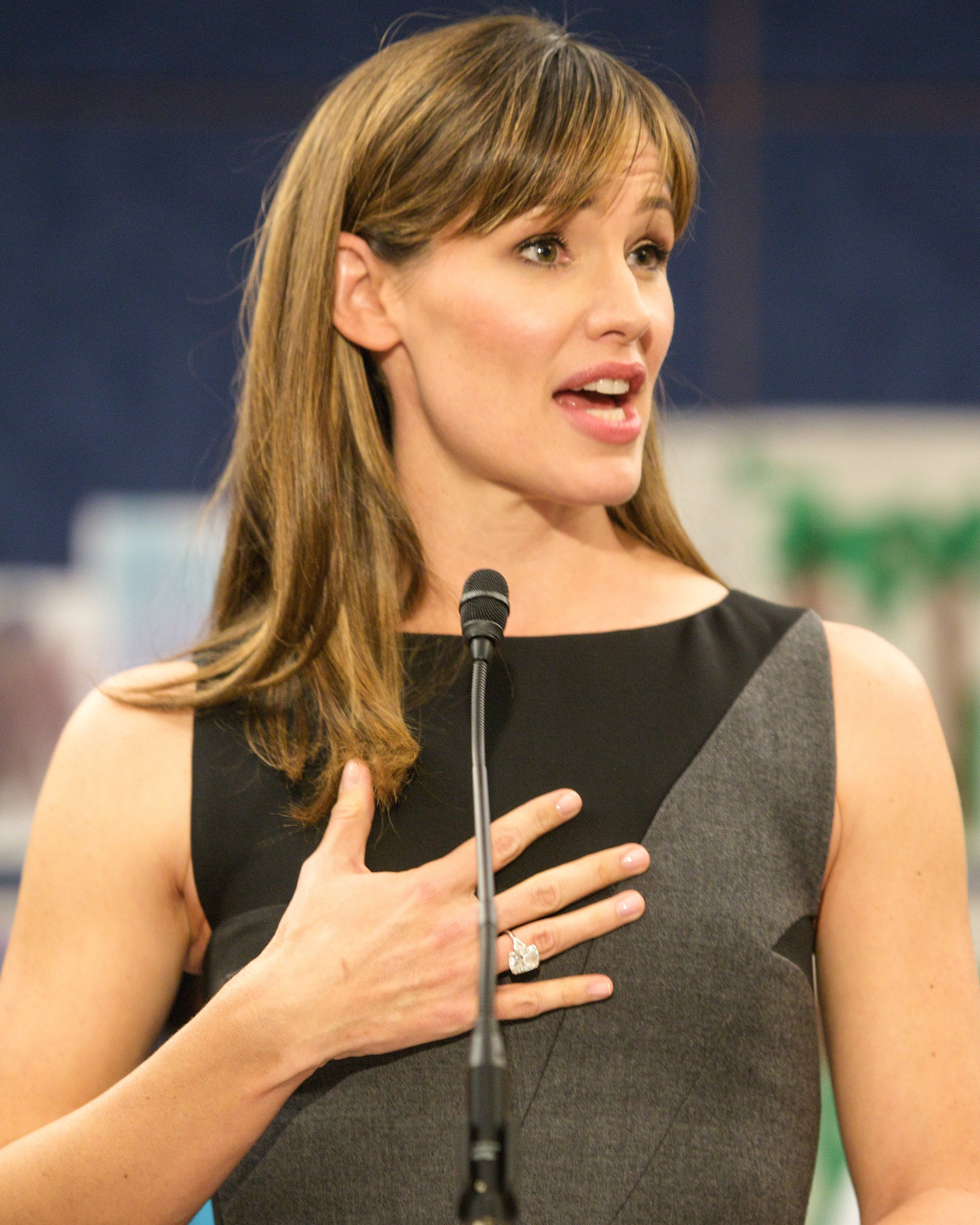
2013년, 세이브 더 칠드런 행사에서 가너.

2014년 초, 가너는 영국의 어린이 자선 단체 세이브 더 칠드런의 미국 지점 이사회 멤버로 활동하며, 유아 교육을 지지하고 있다. 그녀는 6년 동안 대사로 활동하며, 아이들이 초기에 배울 수 있도록 단체의 초기 단계에 관련 된 가정 학교 성공 프로그램에 대한 코치 자격으로 자주 방문하였다. 가너는 그녀의 일의 목적으로 프리지데어와 세이브 더 칠드런을 제휴하고 있다.
2013년, 가너는 뉴욕에서 열린 세이브 더 칠드런 갈라에 첫째 딸 바이올렛과 함께 참석하였다. 이에 대해 가너는 “내 남편과 나는 이전에 공개 석상에서 아이들과 함께 사진을 찍은 적이 없다, 하지만 난 딸 바이얼릿 때문에 올 수 밖에 없었다. 차기 대선주자로 꼽히고 있는 마크 쉬라이버와 힐러리 클린턴은 세계 모든 이들을 위해 열정적으로 헌신하며 더 나은 곳으로 만들어야 한다.”고 말했다.
2014년, 그녀는 Us 캠페인에 투자 및 가입하였고, 2015년 동안, 그녀는 웨스트 버지니아에 살고 있는 농촌의 어린이들의 빈곤에 초점을 맞춘 PBS 다큐멘터리의 내레이션에 참여하였다.

### 정치 활동
2006년, 가너는 플레젠튼, 캘리포니아에서 열린 민주당 의회 후보자 제리 맥너니의 집회 연설을 지지했다.
2014년, 가너는 웬디 데이비스의 민주 정치의 캠페인에 25,000 달러를 기부했다.

### 안티-파파라치 캠페인
가너는 매일 같이 그녀의 가족 곁을 따라다니는 파파라치들에 그녀의 아이들을 보호하기 위한 법에 대한 선거 운동을 하고 있다.
2013년 8월, 가너는 캘리포니아 의회 사법위원회에서 배우 할리 베리와 함께 파파라치에 의해 괴롭힘을 당하는 셀러브리티(유명인사)들의 아이들을 보호하는 법안을 지지하는 증언을 하였다.
2013년 9월, 통과 된 법안은 현재 캘리포니아 법이다.

## 사생활

### 가족
1998년 드라마 《펠리시티》에서 만난 배우 스콧 폴리와 2000년 10월 19일 결혼식을 올렸다. 하지만 두 사람은 성격차이 등으로 사이가 급격히 나빠져 2년 반만인 2003년 5월 이혼 소송을 시작해 2004년 3월 30일 이혼 절차를 마무리했음을 공식 발표하였다. 이혼 소송 이후 드라마 《앨리어스》에서 함께 공연한 배우 마이클 바턴과는 2003년 8월 교제를 시작했지만 2004년 3월에 8개월간의 짧은 만남을 끝으로 결별했다.

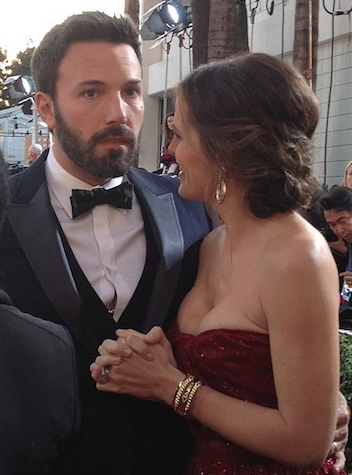
2003년 골든 글로브상 시상식에서 남편 벤 애플렉과 가너.

가너는 배우 겸 영화감독의 벤 애플렉과 영화 《데어데블》을 통해 만나, 2004년 6월부터 연인사이로 발전했고 그 해 10월 보스턴 레드삭스의 월드 시리즈 경기를 함께 보러 와 처음으로 공식 석상에서 두 사람의 교제를 인정하였다. 애플렉은 그녀의 33번째 생일에 4.5캐럿 해리 윈스턴의 다이아몬드 반지로 그녀에게 프로포즈를 했다. 두 사람은 임신 3개월임을 발표하였고, 2005년 6월 29일, 카리브 제도에서 결혼식을 올렸다. 가너는 이 날 베라 왕 웨딩드레스, 애플렉은 휴고 보스 정장을 입었고, 주례는 가너가 《앨리어스》에서 공연한 배우 빅터 가버가 봤다. 가너와 애플렉에게는, 바이얼릿 앤 애플렉 (2005년 12월 1일, 로스앤젤레스 출생), 세라피나 "세라" 로즈 엘리자베스 애플렉 (2009년 1월 6일, 로스앤젤레스 출생)과 새뮤엘 "샘" 가너 애플렉 (2012년 2월 27일, 로스앤젤레스 출생)의 세 명의 자녀가 있다. 가너는 또한, 2008년에 미국 대통령 선거에서 제니퍼 가너가 아닌 제니퍼 애플렉으로 유권자 등록을 하였다. 2015년 6월 30일, 가너와 애플렉은 결혼 10주년을 앞두고 언론에 이혼 발표를 하였다. 하지만 두 사람은 이혼 발표만 했을 뿐 실제로 법원에 이혼 신청은 하지 않았다. 이후 2년간의 별거 기간을 거쳐 2017년 4월에 이혼 서류를 공동으로 제출하였고, 자녀들의 합법적인 공동 양육권을 모색했다. 2018년 8월, 가너와 애플렉은 최종적으로 이혼을 결정했고, 그러나 합의는 애플렉이 현재 재활 시설을 완료한 후 법원에 제기되며 이혼은 최종 결정이 되는 것으로 알려졌다. 2018년 10월, 최종 이혼했음을 발표했다.
가너는 신앙을 기반으로 한 영화 《미라클 프롬 헤븐》(2016)에 대한 개봉을 앞둔 인터뷰에 앞서, 그녀의 아이들과 감리교 교회에 매주 일요일마다 예배를 다니고 있다고 말했다.

### 스토킹 사건
2002년부터 가너를 따라다니며 스토킹한 스티븐 버키라는 남성은 2008년 접근 금지 명령을 위반 한 후, 2009년 12월에 결국 체포 되었다. 이 남성은 자신이 정신 이상이라는 이유로 스토킹에 대해 무죄를 주장하였다. 2010년 3월, 그는 병원에서 치료를 받고 퇴원한 이후에는, 애플렉 가족에게서 10년간 접근 금지라는 법원의 판결을 받아 캘리포니아 주에 위치한 정신 병원으로 보내졌다.

## 출연 작품

### 영화
| 연도 | 제목                                                                                         | 배역                    | 비고                                        |
| ---- | -------------------------------------------------------------------------------------------- | ----------------------- | ------------------------------------------- |
| 1997 | 미스터 마구                                                                                  | 스테이시 샘파나호드리타 |                                             |
| 1997 | 디컨스트럭팅 해리                                                                            | 엘리베이터 안 여자      |                                             |
| 1997 | 워싱턴 스퀘어                                                                                | 마리안 알몬드           |                                             |
| 1997 | 인 함스 웨이                                                                                 | 켈리                    |                                             |
| 1998 | 1999                                                                                         | 안나벨                  | 대체 된 제목: 걸스 앤 보이즈                |
| 2000 | 내 차 봤냐? Dude, Where's My Car?                                                            | 완다                    |                                             |
| 2001 | 스틸링 타임                                                                                  | 카일리 브래드쇼         | 대체 된 제목: 레니의 착륙(Rennie's Landing) |
| 2001 | 진주만 Pearl Harbor                                                                          | 간호사 산드라           |                                             |
| 2002 | 캐치 미 이프 유 캔                                                                           | 체릴 앤                 | 카메오                                      |
| 2003 | 데어데블                                                                                     | 일렉트라 나치오스       |                                             |
| 2004 | 완벽한 그녀에게 딱 한가지 없는 것 13 Going on 30                                             | 제나 링크               |                                             |
| 2005 | 엘렉트라                                                                                     | 엘렉트라 나치오스       |                                             |
| 2006 | 캐치 앤 릴리즈                                                                               | 그레이 휠러             |                                             |
| 2007 | 주노                                                                                         | 바네사 로링             |                                             |
| 2007 | 킹덤                                                                                         | 재닛 메이스             |                                             |
| 2009 | 거짓말의 발명 The Invention of Lying                                                         | 애너 맥두글스           |                                             |
| 2009 | 고스트 오브 걸프렌즈 패스트                                                                  | 제니 페로티             |                                             |
| 2010 | 발렌타인 데이                                                                                | 줄리아 피츠패트릭       |                                             |
| 2011 | 버터 러버                                                                                    | 로라 피클러             | 프로듀서에도 참여                           |
| 2011 | 아서                                                                                         | 수잔 존슨               |                                             |
| 2012 | 티모시 그린의 이상한 삶 The Odd Life of Timothy Green                                        | 신디 그린               |                                             |
| 2013 | 달라스 바이어스 클럽                                                                         | Dr. 이브 삭스           |                                             |
| 2014 | 드래프트 데이                                                                                | 알리                    |                                             |
| 2014 | 난 지구 반대편 나라로 가버릴테야 Alexander and the Terrible, Horrible, No Good, Very Bad Day | 켈리                    |                                             |
| 2014 | 멘, 우먼 & 칠드런                                                                            | 패트리시아 벨트메이어   |                                             |
| 2015 | 대니 콜린스                                                                                  | 사만사 레이 도넬리      |                                             |
| 2016 | 미라클 프롬 헤븐                                                                             | 크리스티 빔             |                                             |
| 2016 | 마더스 데이                                                                                  | 다나 바턴               | 카메오                                      |
| 2016 | 미스터 캣 Nine Lives                                                                         | 라라 브랜드             |                                             |
| 2017 | 웨이크필드                                                                                   | 다이애나 웨이크필드     |                                             |
| 2017 | 더 트라이브 오브 팔로스 버디스                                                               | 샌디 메이슨             |                                             |
| 2018 | 러브, 사이먼                                                                                 | 에밀리 스피어           |                                             |
| 2018 | 아이 엠 마더                                                                                 | 라일리 노스             |                                             |
| 2019 | 원더랜드                                                                                     | 엄마 (더빙)             | 애니메이션 영화                             |
| 2021 | 예스 데이!                                                                                   | 앨리슨 토레스           |                                             |
| 2022 | 애덤 프로젝트                                                                                | 엘리 리드               |                                             |
| 2024 | 데드풀과 울버린                                                                              | 일렉트라 나치오스       |                                             |

### 텔레비전
| 년도      | 제목                                           | 역할               | 참고                          |
| --------- | ---------------------------------------------- | ------------------ | ----------------------------- |
| 1995      | 다니엘 스틸의 조야                             | 샤샤               | 텔레비전 영화                 |
| 1996      | 불의 수확 Harvest of Fire                      | 사라 트로여        | 텔레비전 영화                 |
| 1996      | 죽은 사람의 걸음 Dead Man's Walk               | 클라라 포사이드    | 미니시리즈                    |
| 1996      | 스위프트 저스티스                              | 엘리슨             | 에피소드: "어떤 제한도 없어"  |
| 1996      | 로앤오더 Law & Order                           | 제이미             | 에피소드: "에프터 쇼크"       |
| 1996      | 이야기 도시 Spin City                          | 베키               | 에피소드: "시합"              |
| 1997      | 더 플레이어                                    | 셀리아 레비슨      | 텔레비전 영화                 |
| 1997      | 로즈 힐                                        | 메리 로즈 클레이본 | 텔레비전 영화                 |
| 1998      | 시그니피컨트 아더스                            | 넬                 | 6 에피소드                    |
| 1998      | 펠리시티                                       | 한나 비브          | 3 에피소드                    |
| 1999      | 뉴욕 대지진 Aftershock: Earthquake in New York | 다이앤 아고스티니  | 텔레비전 영화                 |
| 1999      | 프리텐더 제로드 The Pretender                  | 빌리 본            | 에피소드: "풀"                |
| 1999~2000 | 타임 오프 유어 라이프                          | 로비 설리번        | 19 에피소드 (시즌 1)          |
| 2001~2006 | 앨리어스                                       | 시드니 브리스토    | 105 에피소드 (시즌 1~5)       |
| 2003      | 심슨 가족 The Simpsons                         | 자신               | 에피소드: "공포의 트리하우스" |
| 2003      | 새터데이 나이트 라이브                         | 호스트             | 에피소드: "제니퍼 가너/벡"    |
| 2013      | 말하는 강아지 마사 Martha Speaks               | 제니퍼             | 에피소드: "너무 많은 마사"    |
| 2017      | 라마 라마                                      | 마마 라마 (더빙)   | 텔레비전 애니메이션           |
| 2023      | 그가 나에게 말하지 않은 것                     | 해나               | 애플TV+ 드라마                |

### 무대
| 년도 | 제목             | 역할 | 참고                      |
| ---- | ---------------- | ---- | ------------------------- |
| 2007 | 시라노 드 벨주락 |      | 뉴욕 리차드 로저극장 공연 |

## 수상 및 후보
| 연도 | 상                                                   | 부문                                        | 결과 | 출연 작품                         |
| ---- | ---------------------------------------------------- | ------------------------------------------- | ---- | --------------------------------- |
| 2002 | 새턴상                                               | 드라마 시리즈 부문 여우주연상               | 수상 | 앨리어스                          |
| 2002 | 골든 글로브상                                        | 드라마 시리즈 부문 여우주연상               | 수상 | 앨리어스                          |
| 2002 | 틴 초이스 어워드                                     | TV 초이스 드라마 여자배우상                 | 수상 | 앨리어스                          |
| 2002 | 에미상                                               | 드라마 여우주연상                           | 후보 | 앨리어스                          |
| 2002 | TCA 어워드(털레비젼 비평가 협회상)                   | 드라마 개인 업적상                          | 후보 | 앨리어스                          |
| 2003 | MTV 무비 어워드                                      | 최고의 신인 여자배우상                      | 수상 | 데어데블                          |
| 2003 | MTV 무비 어워드                                      | 최고의 키스상 (with 벤 애플렉)              | 후보 | 데어데블                          |
| 2003 | 틴 초이스 어워드                                     | 초이스 무비 드라마/액션 어드벤쳐 여자배우상 | 후보 | 데어데블                          |
| 2003 | 틴 초이스 어워드                                     | 초이스 무비 여자 신인스타상                 | 후보 | 데어데블                          |
| 2003 | 틴 초이스 어워드                                     | 초이스 무비 케미스트리상 (with 벤 애플렉)   | 후보 | 데어데블                          |
| 2003 | 틴 초이스 어워드                                     | TV 초이스 드라마 여자배우상                 | 수상 | 앨리어스                          |
| 2003 | 에미상                                               | 드라마 여우주연상                           | 후보 | 앨리어스                          |
| 2003 | 골든 글로브상                                        | 드라마 시리즈 부문 여우주연상               | 후보 | 앨리어스                          |
| 2003 | 스크린 액터 길드 어워드(미국 배우 조합상)            | 드라마 시리즈 부문 최우수 여우주연상        | 후보 | 앨리어스                          |
| 2003 | 새틀라이트상(국제비평가협회상)                       | 드라마 시리즈 부문 여우주연상               | 후보 | 앨리어스                          |
| 2004 | 스크린 액터 길드 어워드(미국 배우 조합상)            | 드라마 시리즈 부문 최우수 여우주연상        | 수상 | 앨리어스                          |
| 2004 | 새턴상                                               | 드라마 시리즈 부문 여우주연상               | 후보 | 앨리어스                          |
| 2004 | 에미상                                               | 드라마 여우주연상                           | 후보 | 앨리어스                          |
| 2004 | 골든 글로브상                                        | 드라마 시리즈 부문 여우주연상               | 후보 | 앨리어스                          |
| 2004 | 새틀라이트상(국제비평가협회상)                       | 드라마 시리즈 부문 여우주연상               | 후보 | 앨리어스                          |
| 2004 | MTV 무비 어워드                                      | 최고의 뮤지컬 연기상 (with 마크 러팔로)     | 후보 | 완벽한 그녀에게 딱 한가지 없는 것 |
| 2004 | 틴 초이스 어워즈                                     | 초이스 무비 코미디 여자배우상               | 후보 | 완벽한 그녀에게 딱 한가지 없는 것 |
| 2004 | 틴 초이스 어워즈                                     | 초이스 무비 브러쉬상                        | 후보 | 완벽한 그녀에게 딱 한가지 없는 것 |
| 2004 | 틴 초이스 어워즈                                     | 초이스 무비 케미스트리상 (with 마크 러팔로) | 후보 | 완벽한 그녀에게 딱 한가지 없는 것 |
| 2004 | 틴 초이스 어워즈                                     | 초이스 무비 심술상                          | 후보 | 완벽한 그녀에게 딱 한가지 없는 것 |
| 2004 | 틴 초이스 어워즈                                     | 초이스 무비 키스상 (with 마크 러팔로)       | 후보 | 완벽한 그녀에게 딱 한가지 없는 것 |
| 2005 | 새턴상                                               | 드라마 시리즈 부문 여우주연상               | 후보 | 앨리어스                          |
| 2005 | 에미상                                               | 드라마 부문 여우주연상                      | 후보 | 앨리어스                          |
| 2005 | 골든 글로브상                                        | 드라마 시리즈 부문 여우주연상               | 후보 | 앨리어스                          |
| 2005 | 새틀라이트상(국제비평가협회상)                       | 드라마 시리즈 부문 여우주연상               | 후보 | 앨리어스                          |
| 2005 | MTV 무비 어워드                                      | 최고의 키스상 (with 나타시아 말테)          | 후보 | 일렉트라                          |
| 2005 | 틴 초이스 어워즈                                     | 초이스 무비 액션 어드벤쳐/스릴러 여자배우상 | 후보 | 일렉트라                          |
| 2006 | 새턴상                                               | 드라마 시리즈 부문 여우주연상               | 후보 | 일렉트라                          |
| 2007 | 온라인 영화 비평가 협회상                            | 최우수 여우조연상                           | 후보 | 주노                              |
| 2007 | 크리틱스 초이스 영화상(미국 방송 영화 비평가 협회상) | 최우수 캐스팅상                             | 후보 | 주노                              |
| 2013 | 스크린 액터 길드 어워드(미국 배우 조합상)            | 영화부문 최우수 연기 캐스팅상               | 후보 | 달라스 바이어스 클럽              |
| 2015 | 니켈로디언 키즈 초이스 어워드                        | 좋아하는 여자배우상                         | 후보 | 난 지구 반대편 나라로 가버릴테야  |
| 2016 | 틴 초이스 어워드                                     | 초이스 무비 드라마 여자배우상               | 후보 | 미라클 프롬 헤븐                  |
| 2018 | 골든 래즈베리상                                      | 최악의 여우주연상                           | 미정 | 페퍼민트                          |